# 環江マオナン族自治県
環江マオナン族自治県（かんこう-マオナンぞく-じちけん）は中華人民共和国広西チワン族自治区河池市に位置するマオナン族自治県。

## 行政区画
- 街道:城西街道
- 鎮:思恩鎮、水源鎮、洛陽鎮、川山鎮、明倫鎮、東興鎮
- 郷:大才郷、下南郷、大安郷、長美郷、竜岩郷
- 民族郷:馴楽ミャオ族郷

## 交通

### 鉄道
- 中国国家鉄路集団
  - 貴南旅客専用線（中国語版）
    - 環江駅